# Centro Cultural da Malaposta
O Centro Cultural da Malaposta localiza-se no Olival Basto, na União das Freguesias de Póvoa de Santo Adrião e Olival Basto, no Município de Odivelas, em Portugal. O edifício foi concebido originalmente para ser uma estação da mala-posta e posteriormente para desenvolver actividade cultural.

## História
O edifíco foi construido entre 1855 e 1856, no Casal dos Carreiros, entre as estradas de Loures e a que segue para Odivelas, inicialmente para ser a mala-posta de Loures seguindo-se de matadouro municipal.
Na década de 1960, foi desativado e ficou ao abandono até 1987 quando surgiu um tentativa de o converter em sede de um projeto cultural inédito. Os presidentes de município da Amadora, Loures, Vila Franca de Xira, Sobral de Monte Agraço decidiram criar um organismo intermunicipal que seria um centro dramático para servir os quatro municípios, nomeadamente prover serviços culturais nas áreas do teatro e animação sociocultural. Este projeto seria o primeiro centro dramático criado em Portugal onde a animação sociocultural iria incluir; teatro, as artes plásticas, o cinema, a dança, a literatura, a poesia e a música.

## O projecto
Para levar a efeito este projeto, foi nomeada uma comissão instaladora constituída por um vereador do município de Loures, António Marques Ribeiro, pelos encenadores José Martins e José Peixoto e pelo cenógrafo Mário Alberto. No dia 6 de Janeiro de 1988 foi constituída pelos municípios da Amadora, Loures, Sobral de Monte Agraço e Vila Franca de Xira, a associação de municípios para a área sociocultural, a Amascultura. Em Maio foi fundado o Centro Dramático Intermunicipal Almeida Garrett. Era necessário um espaço onde pudesse funcionar este Centro Dramático. A escolha recaiu no velho edifício do matadouro desativado há anos, pois era propriedade do município de Loures e tinha boas perspectivas, mas encontrava-se muito degradado e, além de obras de restauro, precisava também de ser adaptado a uma casa de artes do espetáculo. As obras iniciaram-se nesse ano e foram concluídas em 1989.

## Inauguração
Concluída a recuperação do edifício em outubro de 1989 abriu como Centro Cultural da Malaposta ou CCM e foi inaugurado com a apresentação da peça O Render dos Heróis, de José Cardoso Pires. O teatro manteve-se aberto desde essa altura.

## Peças
| Ano  | Peça                                                                                     | Encenação | Elenco       |
| ---- | ---------------------------------------------------------------------------------------- | --------- | ------------ |
| 1988 | Sala de Espera da Saúde, de Sean O’Casey                                                 |           | Raquel Maria |
| 1988 | O Príncipe Perfeito, de António Borges Coelho                                            |           | Raquel Maria |
| 1989 | A Estalajadeira, de Carlo Goldoni                                                        |           | Raquel Maria |
| 1989 | O Render dos Heróis, de José Cardoso Pires                                               |           | Raquel Maria |
| 1990 | A Floresta, de Alexander Ostrovski                                                       |           | Raquel Maria |
| 1991 | Ele Há Coisas do Diabo, de Gil Vicente, seleção de textos de Raquel Maria e José Peixoto |           | Raquel Maria |
| 1992 | Os Cavaleiros da Távola Redonda, de Christophe Hein                                      |           | Raquel Maria |